# Pier Luigi Corbari
Pier Luigi Corbari (Cremona, 9 gennaio 1946 – San Zenone al Po, 15 gennaio 2018) è stato un dirigente sportivo italiano, personaggio noto a livello internazionale nell'ambiente del Motorsport, in particolare della Formula 1.

## Biografia
La sua esperienza si è formata iniziando - grazie al contributo di suo zio Gino Rancati, noto giornalista sportivo ed amico della famiglia Agnelli - presso Ferrari Automobili a Maranello. Passando poi in Alfa Romeo, ha seguito sin dall'inizio degli anni settanta la Targa Florio e la 24 Ore di Le Mans, per poi passare giovanissimo in Formula 1 con l'Autodelta dell'Ing. Carlo Chiti (era il reparto corse Alfa) con il compito di Direttore Sportivo, dapprima in Alfa-Brabham insieme a Bernie Ecclestone, e poi in Alfa Romeo F1.
Ha operato anche come membro della Commissione Formula 1 in FIA, per poi rientrare all'attivo per il Team Eurobrun alla fine degli anni '80. Alla fine del 1998 presenta il Campionato Formula 3000 Italia che, dopo una prima stagione organizzata e gestita con grande successo insieme ai figli Riccardo e Federico, diventa Euro 3000 Series (campionato internazionale riconosciuto dalla FIA) dall'anno 2000. Nel 2001, con la grande crescita di popolarità e prestigio, la Euro 3000 Series di Pier Luigi Corbari accoglie fra i suoi piloti il brasiliano Felipe Massa, in arrivo dai campionati Europeo ed Italiano di Formula Renault 2.0. Felipe vince la Euro 3000 Series con il Draco Junior Team e firma un contratto con la Scuderia Ferrari di F1, partecipando poi al mondiale Formula 1 dal 2002 su vettura Sauber-Ferrari.
Nello stesso 2002, Pier Luigi Corbari riporta una gara di auto a ruote scoperte su un circuito cittadino in Italia, dopo ben 47 anni dall'ultimo evento simile. Dalla fine del 2003 Pier Luigi Corbari ha ceduto il marchio Euro 3000 Series alla società finanziaria  Superfund per la creazione del campionato Formula Superfund.
Muore il 16 gennaio 2018 a San Zenone al Po.